# Susanne Link
Susanne Link (...) è un'ex nuotatrice tedesca orientale.

## Carriera
Specializzata nelle staffetta, ha vinto una medaglia d'oro ai campionati mondiali e due ai campionati europei nella 4x100m stile libero.

## Palmarès
- Mondiali

Guayaquil 1982: oro nella 4x100m stile libero.
- Europei

Spalato 1981: oro nella 4x100m stile libero.
Roma 1983: oro nella 4x100m stile libero.